# Цадай

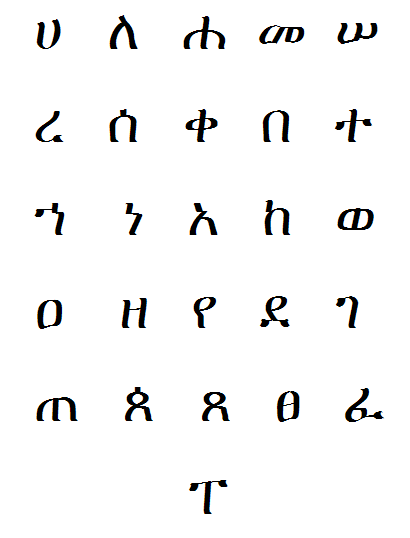

Цадай, цэдэй (амх. ጸዳይ, ጸደይ) — буква эфиопского алфавита геэз. В амхарском обозначает эйективный /ṣ/. В гематрии соответствует числу «90». В эфиопских изопсефии девяносто передаётся через букву нахас — ፺.
| M22 |

| M22 |

- ጸ  — цадай геэз цэ
- ጹ  — цадай каэб цу
- ጺ  — цадай салис ци
- ጻ  — цадай рабы ца
- ጼ  — цадай хамыс це
- ጽ  — цадай садыс цы (ц)
- ጾ  — цадай сабы цо